# Jan Cossiers

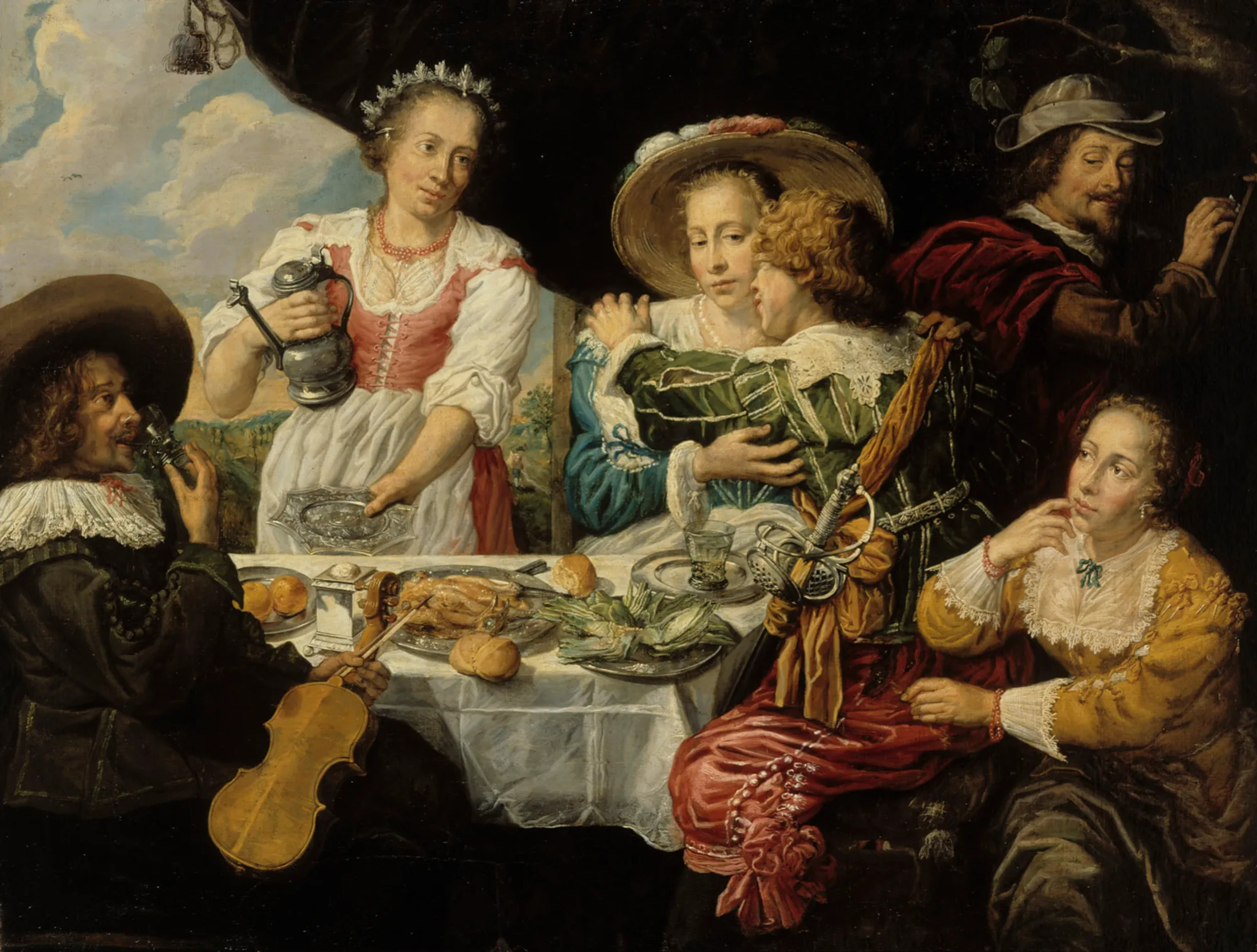
De verloren zoon

Jan Cossiers (Antwerpen, 15 juli 1600 – 1671) was een Vlaamse barokschilder en tekenaar.  Cossiers' vroegste werken waren caravaggistische genrewerken die scènes uit de onderkant van de maatschappij uitbeelden.  Later in zijn carrière schilderde hij vooral historiewerken en religieuze onderwerpen alsmede portretten. Cossiers was een van de belangrijkste schilders in Antwerpen na de dood van Rubens in 1640 en een van de meest originele coloristen in het 17de-eeuwse Vlaanderen.

## Leven
Jan Cossiers was de zoon van Antoon, een aquarelschilder, en Maria van Cleef.  Hij werd gedoopt in de Antwerpse kathedraal op 15 juli 1600. Hij kreeg zijn eerste opleiding van zijn vader en verhuisde daarna naar het atelier van de vooraanstaande portret- en historieschilder Cornelis de Vos. Hij reisde in 1623 naar Aix-en-Provence in Frankrijk, waar hij verbleef bij en studeerde onder de Nederlandse schilder Abraham de Vries. Hij bezocht Rome, waar hij in oktober 1624 is vastgelegd. In Rome zag hij waarschijnlijk werk van Caravaggio, dat een belangrijke invloed had op zijn werk.

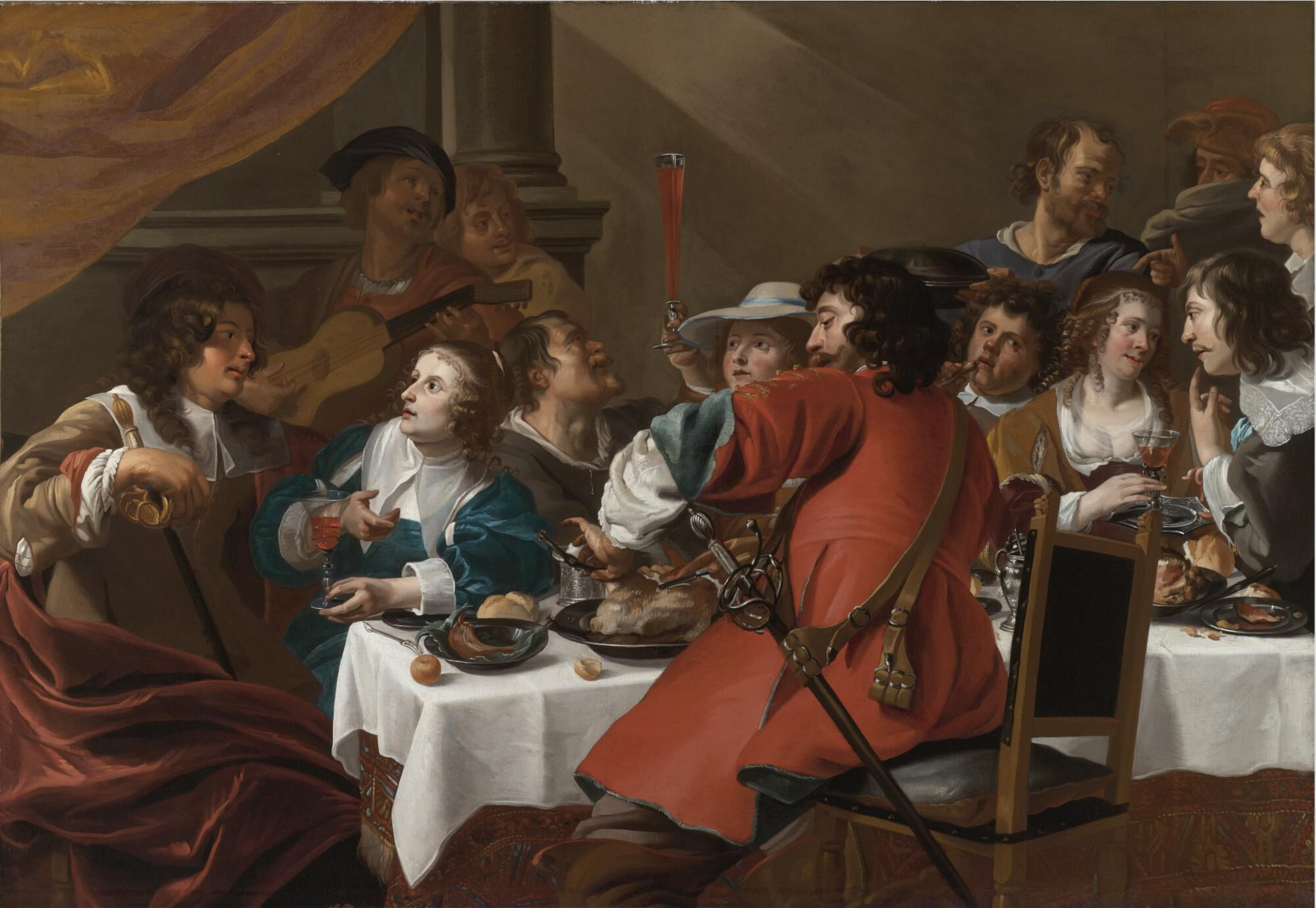
Feest

In 1626 was hij terug in Aix-en-Provence. Hier ontmoette hij Nicolas-Claude Fabri de Peiresc, de beroemde humanist en goede vriend van Peter Paul Rubens. Peiresc beval Cossiers aan bij Rubens. Hij ontmoette ook andere Vlaamse en Nederlandse kunstenaars zoals Simon de Vos en Johan Geerlof, zoals blijkt uit het groepsportret van Simon de Vos dat Ontmoeting van rokers en drinkers wordt genoemd. Aangenomen wordt dat dit portret de drie kunstenaarsvrienden toont die tijdens hun verblijf in Aix-en Provence samen genieten van een sigaret en een drankje.
Jan Cossiers keerde in 1627 terug naar Antwerpen. In 1628 werd hij lid van het Sint-Lucasgilde, waarvan hij van 1639-1641 deken was. In 1630 trouwde Cossiers in de Sint-Jacobskerk te Antwerpen met Joanna Darragon. In 1640 werd hij deken van het Sint-Lucasgilde.  Op 26 juli van dat jaar trouwde hij met Maria van der Willigen. Hij werd een aantal keren gekozen tot 'consulent' van de 'Sodaliteit der getrouwden', een door de jezuïetenorde opgerichte broederschap voor gehuwde mannen.

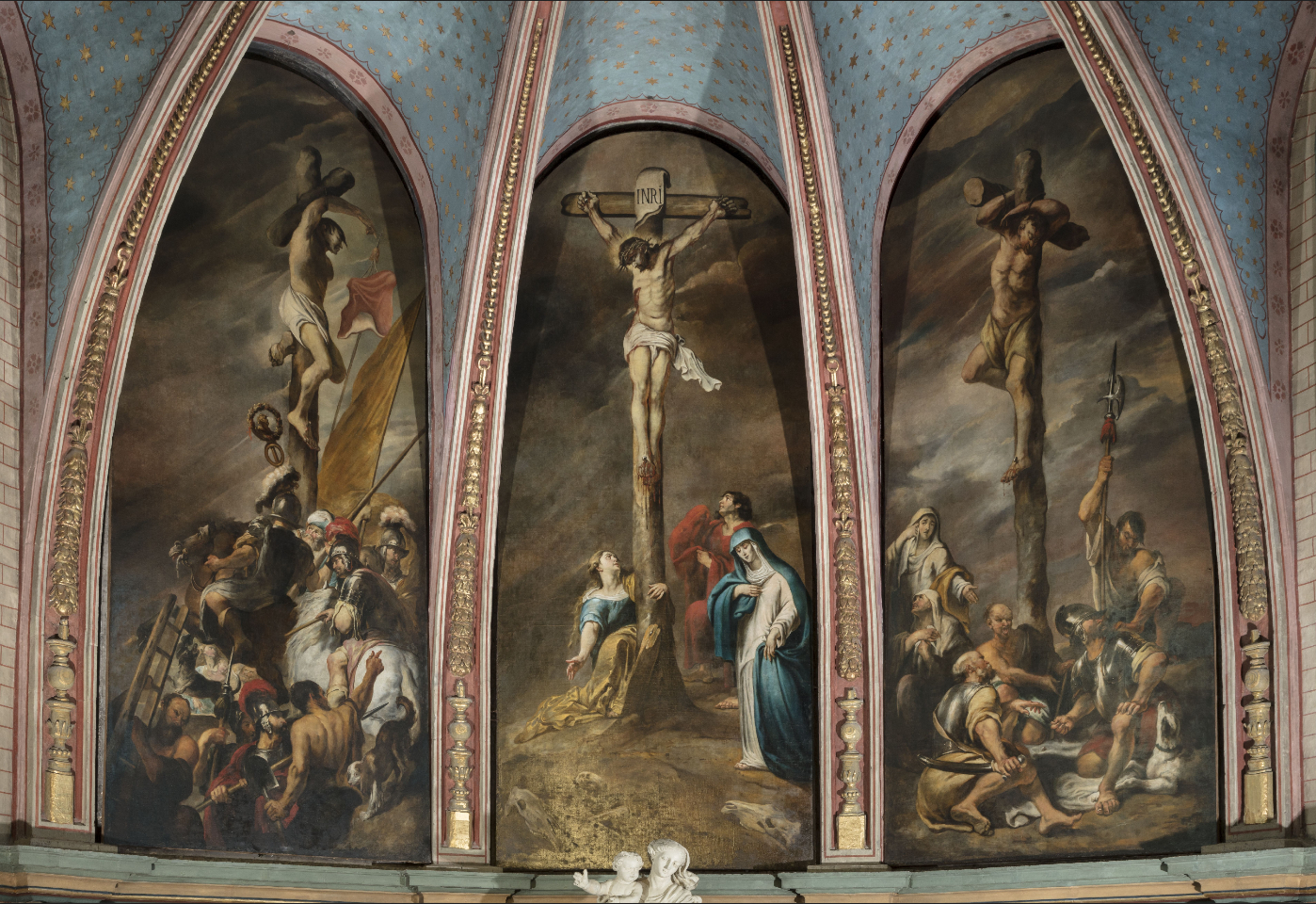
Golgotha drieluik

## Werk
Jan Cossiers was een veelzijdig kunstenaar die werkte in verschillende genres zoals portretten, genre- en historieschilderijen. Cossiers kende een duidelijke evolutie in zijn carrière, die niet verschilde van die van sommige van zijn Antwerpse tijdgenoten zoals Simon de Vos en Theodoor Rombouts.
Cossiers begon als schilder van caravaggistische genretaferelen. Deze vroege werken waren afbeeldingen van 'low life' thema's zoals de gelijkenis van de verloren zoon in een taveerne, vrolijke gezelschappen, rokers, drinkers, kaartspelers, backgammonspelers, waarzeggers, enz. Sommige van deze werken beelden het thema van de vijf zintuigen uit dat populair was in de Vlaamse genreschilderkunst. Deze vroege werken gebruiken typische Caravaggeske clair-obscur effecten met dramatische belichting vanuit een enkele lichtbron om dramatische effecten en diepte te creëren.

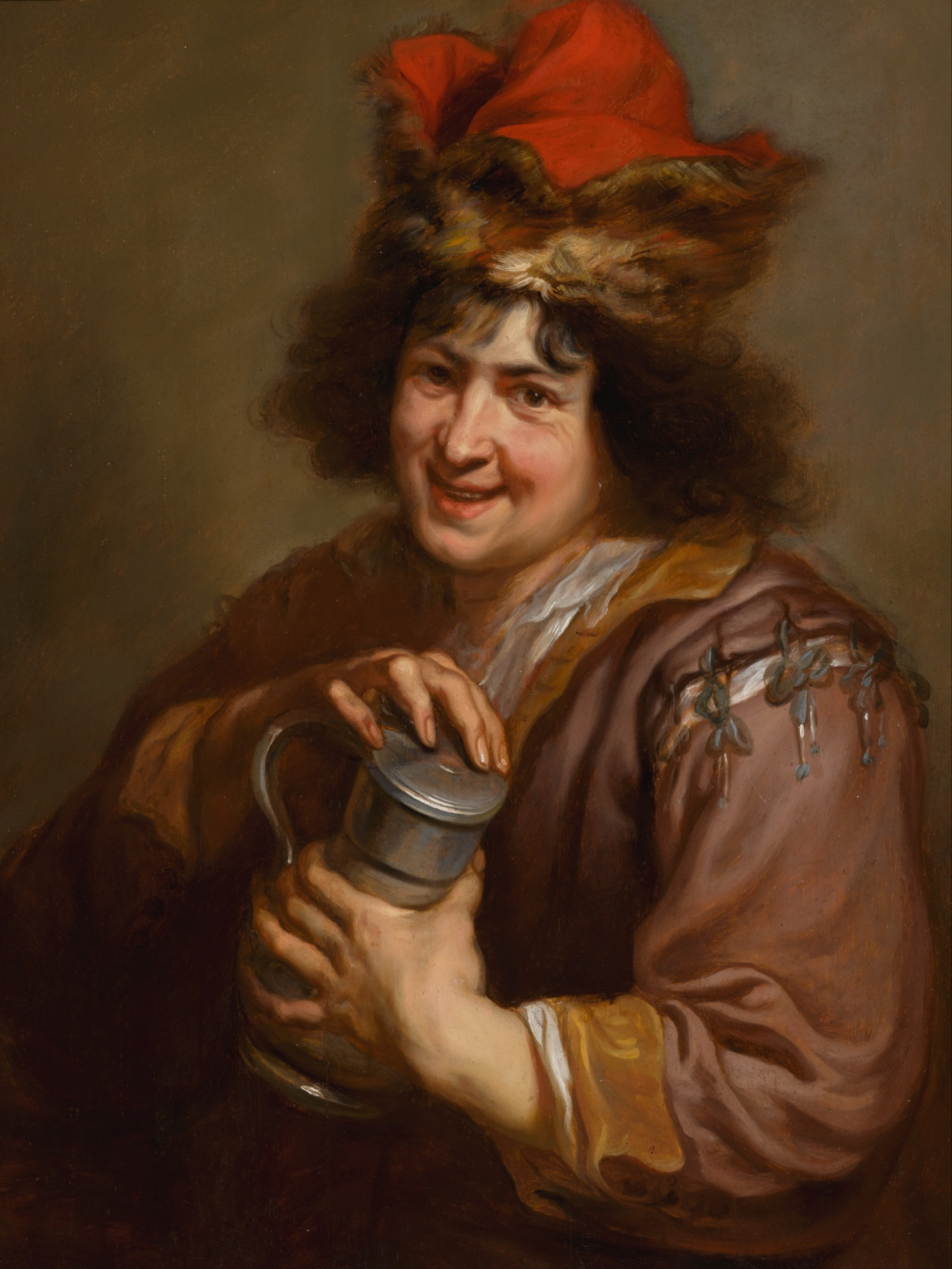
Jonge man met een pul

Later raakte hij betrokken bij de uitvoering van religieuze en mythologische composities die deel uitmaakten van de grote opdrachten van het atelier Rubens in de jaren 1630. Na de dood van Rubens werd hij een van de belangrijkste schilders van altaarstukken in Vlaanderen. Zijn werken uit de jaren 1630 en 1640 waren zeer kleurrijk, wat kan worden toegeschreven aan de invloed van Rubens. Zijn composities uit deze laatste periode benadrukken het pathos van de figuren door hun overdreven emotionele uitdrukkingen en levendige gebaren.  Op latere leeftijd ontwikkelde hij een eigen kleurenpalet.

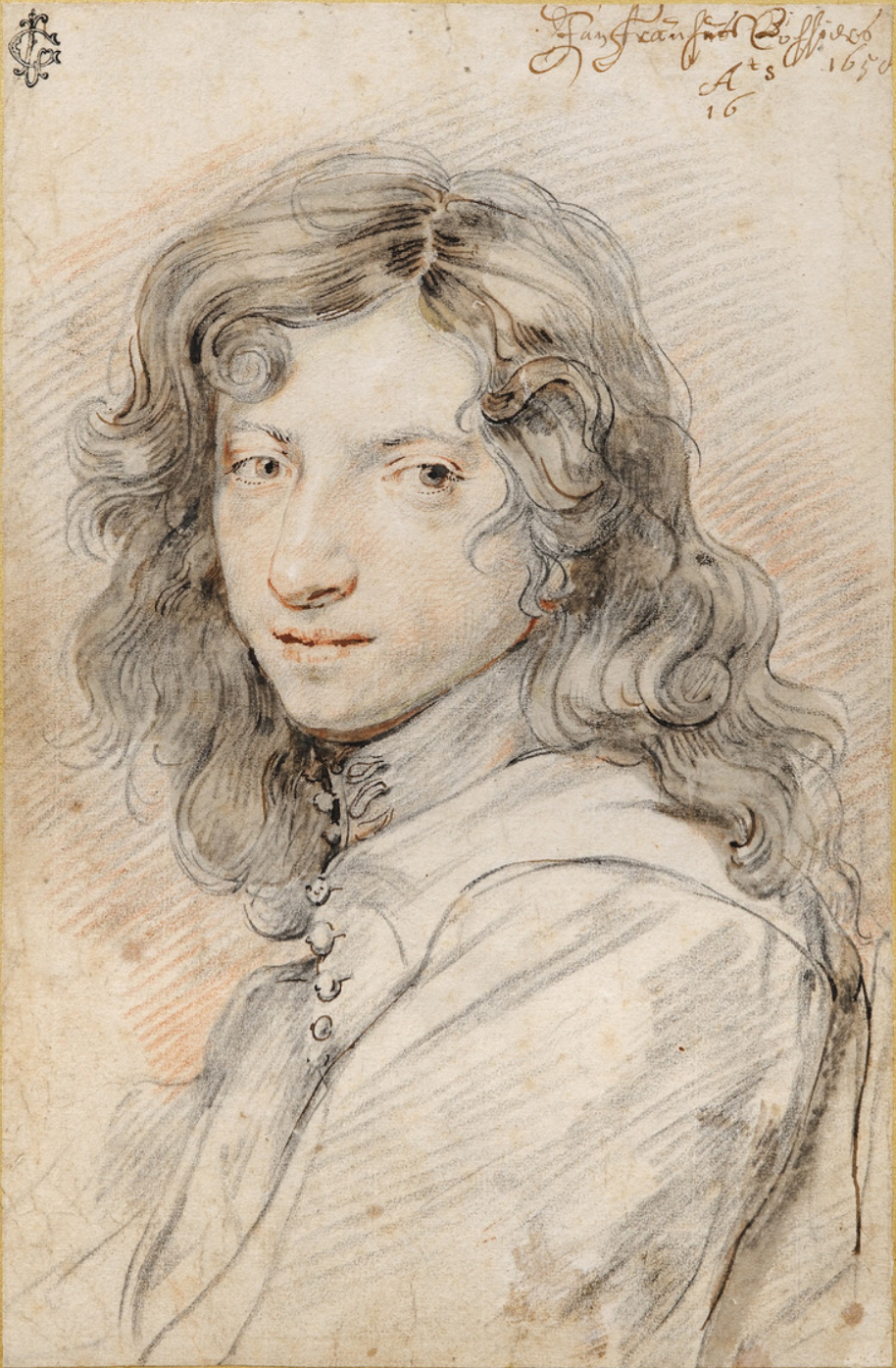
Portret van Jan Frans Cossiers, een zoon van de kunstenaar

Jan Cossiers had zijn opleiding genoten bij grote portretschilders als Cornelis de Vos en Abraham de Vries.  Zo verwierf hij de nodige kennis om te voldoen aan de vraag naar individuele en groepsportretten van de gegoede burgerij. Zijn portretten worden gekenmerkt door gevoelige gelaatstrekken, psychologisch inzicht en ongedwongen elegantie. In Portret van een heer (geveild door Christie's op 19 april 2007, New York, lot 226) wist Jan Cossiers het zelfverzekerde en waardige karakter van het model te portretteren door details zoals de linkerhand van het model die stevig op zijn middel rust..
Cossiers tekende een reeks portretten van leden van zijn familie. Elk van de tekeningen is genummerd in de linkerbovenhoek en de meeste identificeren de naam van de geportretteerde en zijn gedateerd 1658. De overgebleven portretten tonen alleen de zonen van de kunstenaar en niet zijn vijf dochters. Ze worden gekenmerkt door een intieme behandeling en bijzonder realistische effecten. Deze portretten zijn op een zeer gevarieerde en vloeiende manier uitgevoerd.